# Petzow
Das ehemals selbständige Dorf Petzow ist seit dem 1. Januar 1929 ein Ortsteil der Stadt Werder (Havel) im Landkreis Potsdam-Mittelmark in Brandenburg.

## Geschichte
1419 wurde das Dorf erstmals urkundlich erwähnt. Petzow gehörte damals den Herzögen von Sachsen-Wittenberg. 1437 ging das Dorf als Lehen an das Zisterzienserkloster Lehnin. Durch die Säkularisation wurde 1542 das Dorf zu einem Amtsdorf des Amtes Lehnin, gleichzeitig gelangte das Dorf in Brandenburger Besitz.
Besitzer des aus einem Lehnschulzengut hervorgegangenen Herrensitz in Petzow mit Rittergut war seit 1814 die Familie von Kaehne, besonders bekannt durch Karl (Carl) Friedrich August (von) Kaehne. Kaehne heiratete 1858 schon standesgemäß Elisabeth Alwine von Kleist-Colochau. Er selbst war wohlhabendste Mann des Ortes, Gutsbesitzer und Amtsrat, ließ sich 1825 nach den Plänen von Karl Friedrich Schinkel ein repräsentatives Herrenhaus errichten, ein pittoreskes Bauwerk in einem bunten Mix von maurischem Kastell- und englischem Tudorstil, das heute noch von weitem sichtbar ist. C. F. A. Kaehne wurde 1840 in den Adelsstand erhoben. 1845 wurde das damalige Lehnschulzengut Petzow mit Bliesendorf II und Mittelbusch als kreistagsfähiges Rittergut anerkannt für die Dauer der Besitzzeit des Amsrats von Kaehne und seiner ehelichen Descendenz. 1879 betrieb das 739 ha große Rittergut Petzow mit Mittelbusch eine Ziegelei mit Ringofen.
Auch die Dorfkirche Petzow, 1842 auf dem Grelleberg erbaut, entstand nach den Plänen von Schinkel und wurde durch Friedrich Wilhelm IV. eingeweiht. Sie ist heute kulturelles Zentrum in Petzow und wurde nach umfangreichen Sanierungsarbeiten am 30. Oktober 1994 wieder der Öffentlichkeit übergeben. Um den Haussee herum existieren eine Fischerhütte, ein Waschhaus und eine alte Schmiede. Das Waschhaus dient derzeit als Heimatkundemuseum, die Alte Schmiede ist ein Restaurant und die Fischerhütte ein privat genutztes Haus.
Der 15 Hektar große Schlosspark wurde 1838 von Peter Joseph Lenné gestaltet. Ein einzigartiges Gesamtkunstwerk von Architektur und Landschaft entstand im Rahmen des Lennéschen „Verschönerungsplan der Umgebung von Potsdam“.
Theodor Fontane widmete dem ein eigenes Kapitel: Petzow. In: Wanderungen durch die Mark Brandenburg. Band 3: Havelland. Abschnitt Der Schwielow und seine Umgebungen.
Ende des 19. Jahrhunderts übernahm der Gutserbe Kuno von Kaehne den Besitz, verheiratet mit Else von der Horst. Zuvor war Kaehne auf der Ritterakademie in Brandenburg und Stabsoffizier, zuletzt bis 1912 Major. Zeitgleich trat er standesgemäß in den Johanniterorden ein.
Das Gebaren der von Kaehne auf dem Gut im 20. Jahrhundert wurde von Kurt Tucholsky in der Weltbühne vom 9. März in einem Gedicht kritisiert. Karl von Kaehne würde auf alle Unbefugten schießen, die seine Ländereien betraten.
Die Größe des 1945 enteigneten Rittergut Petzow mit Bliesendorf (Anteil II), Gut Neuendorf und Besitz in verschiedenen Gemeinden in Werder a. H., Caputh und Geltow betrug 1929, also kurz vor der großen Wirtschaftskrise, insgesamt 1635 ha. Zu diesem Zeitpunkt war die Begüterung von Kaehne-Petzow noch ein Familienfideikommiss.
Von 1955 bis 1990 unterhielt der Deutsche Schriftstellerverband, ab 1973 Schriftstellerverband der DDR, in der „Villa Berglas“ in Petzow das Schriftstellererholungsheim „Friedrich Wolf“, das bis Ende Juni 1960 vom Ehepaar Otto und Herta Ihlenfeld geleitet wurde. In diesen 35 Jahren war dort die Mehrzahl der Schriftsteller der DDR einmal oder mehrmals zu Gast, sei es zum Arbeiten, sei es zur Erholung. 2001 wurde das Schriftstellerheim an die jüdische Erbengemeinschaft der Berglas zurückgegeben. Im Jahre 2003 kauften es Privatleute und richteten das Anwesen bis 2007 wieder her.
Weiterhin gab es in DDR-Zeiten in Petzow ein Zentrales Pionierlager, benannt nach dem mongolischen Kommunistenführer Tschoibalsan.

## Bauwerke (Auswahl)

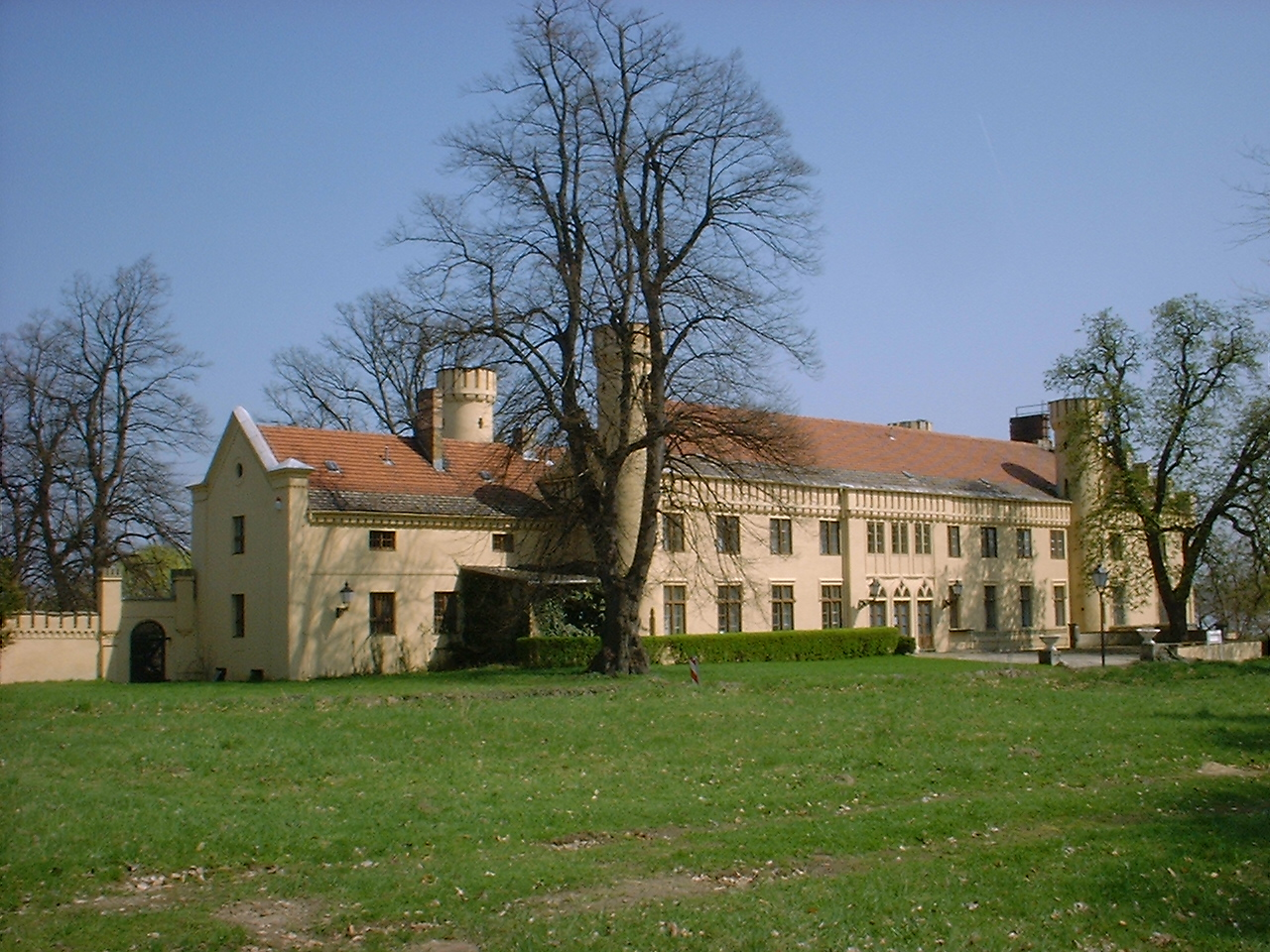
Schloss und Park Petzow

Auf der großzügig gestalteten ehemaligen Gutsanlage befindet sich das um 1825 nach Plänen von Karl Friedrich Schinkel gestaltete Schloss mit Wirtschaftsgebäuden und den Eingängen in den Park. Es soll äußerlich den Charakter einer Burg suggerieren. In gotisierenden Formen errichtet, bildet ein elfachsiger Mittelteil das Zentrum, das durch runde Ecktürme eingefasst ist. Im dreiachsigen Mittelrisalit sind, dem Tudorstil nachempfundene, kielbogige Verdachungen angebracht. Nach dem Besitzerwechsel in den Jahren um 1947/1948 wurde es übergangsweise für Wohnzwecke genutzt. Mitte der 1960er Jahre erfolgte eine Teilsanierung der Innenräume und danach wurde es an den Freien Deutschen Gewerkschaftsbund zur Nutzung als Ferien- und Schulungsobjekt übergeben. Seit Anfang der 1990er Jahre stand das Haus mehrere Jahre ungenutzt und dadurch wurde die Bausubstanz stark geschädigt. In dieser Übergangszeit wurden Park und Schloss mehrfach und zum Teil auch über längere Zeit als Drehort für Filmaufnahmen, vor allem wegen der wundervollen Kulisse  und der Lage am See beansprucht. Erst seit 2007 befindet es sich im Besitz der Schloss Petzow-Besitz- und Betriebsgesellschaft mbH. Das Schloss und sein Park wurde 2004/2005 für die erste deutsche Telenovela Bianca – Wege zum Glück als Außendrehort verwendet. Auch die Außenaufnahmen für Julia – Wege zum Glück, die zweite Telenovela im ZDF, entstanden hier; gedreht wurde bis August 2006 an der Fischerhütte und einem Bootshaus am See. Im Jahr 2011 war der Schlosspark Kulisse für den deutschen Märchenfilm Jorinde und Joringel von Bodo Fürneisen und 2017 für Der Schweinehirt.
Die Dorfkirche Petzow ist ein ehemaliger, neuromanischer Sakralbau, der in den Jahren 1841 und 1842 nach einem Entwurf von Karl Friedrich Schinkel, unter Beteiligung von König Friedrich Wilhelm IV., errichtet wurde. Nach seinen Entwürfen fertigten Handwerker auch den schlichten und hölzernen Altar mit einem Kruzifix aus Gusseisen, die Kanzel sowie eine Fünte aus Eichenholz an. 1988 entwidmet und für 99 Jahre an das Landratsamt verpachtet, dient sie seit 1994 dem Landkreis als Veranstaltungsort für Konzerte, Ausstellungen sowie als Standesamt.

## Bilder

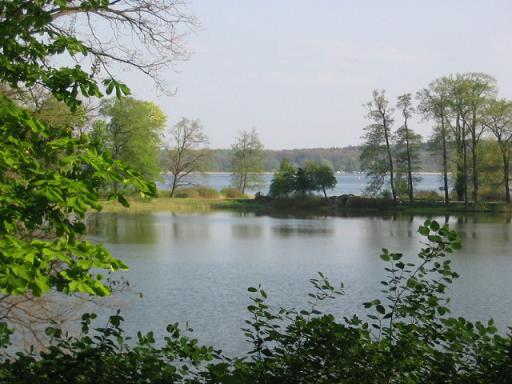
Schlosspark von Lenné, Haussee mit Schwielowsee im Hintergrund
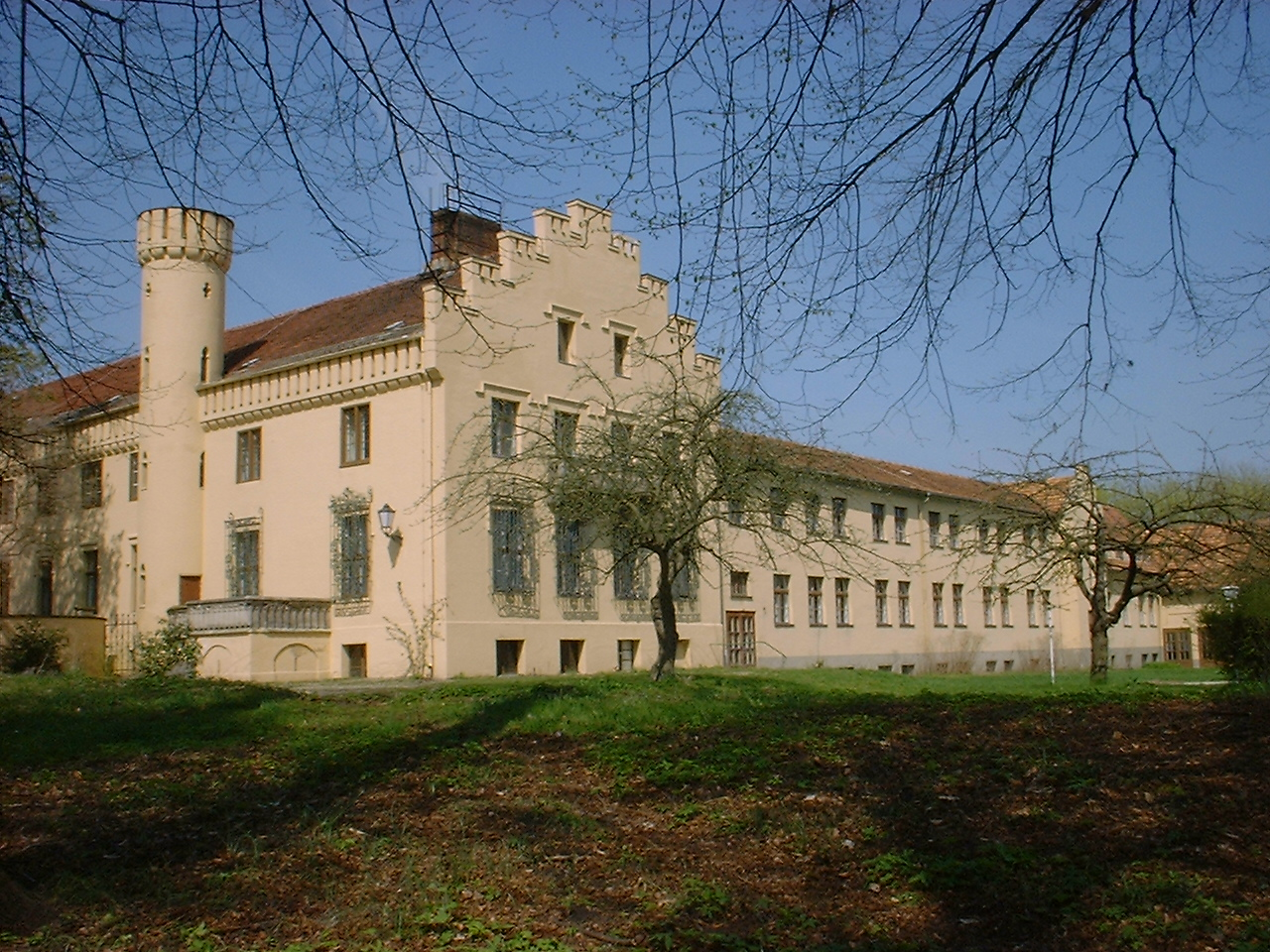
Seeseite des Schlosses
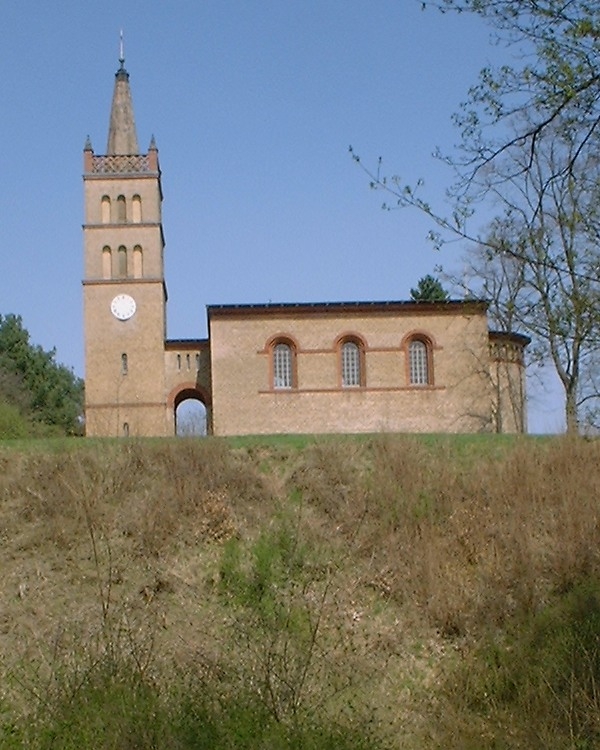
Grelleberg mit Dorfkirche
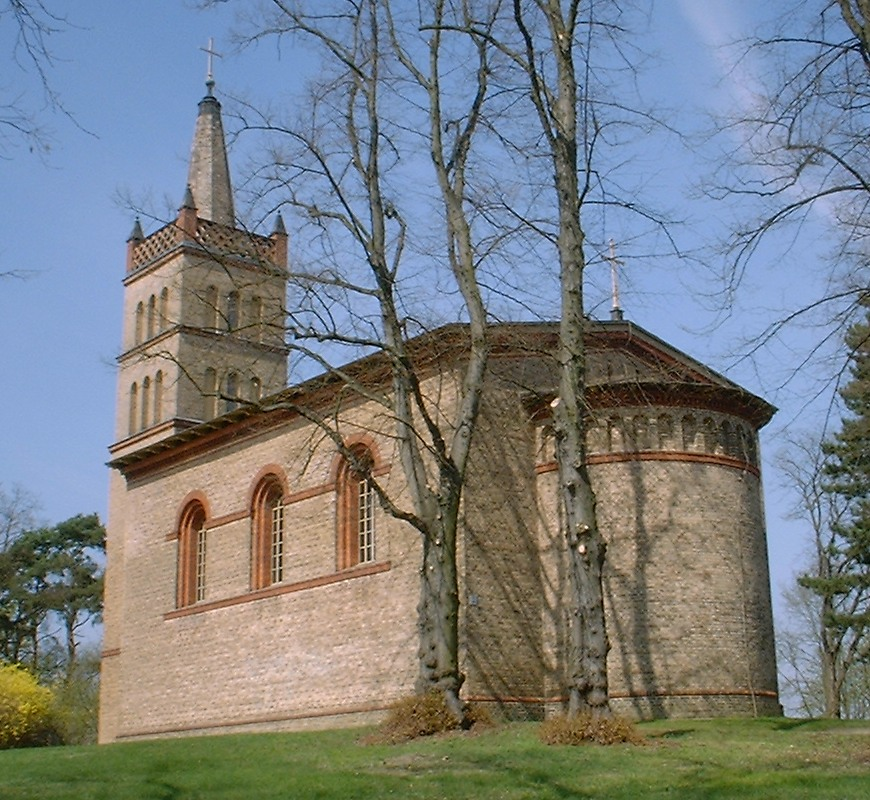
Dorfkirche Petzow